# Restricció voluntària d'exportacions
Una restricció voluntària d'exportacions (també coneguda com a VER, de l'anglès voluntary export restraint) és una limitació, establerta pel govern d'un estat, de la quantitat de béns que poden ser exportats a un altre país per un període determinat. Malgrat ser teòricament voluntàries, aquestes restriccions quantitatives són sovint implementades degut a la insistència dels països importadors. Són casos coneguts de VER les restriccions de les vendes d'automòbils japonesos als Estats Units i la Unió Europea durant la dècada dels vuitanta.
Les limitacions quantitatives que comporten les restriccions voluntàries d'exportacions poden induir, com a forma d'evitar-ne els efectes, processos d'inversió estrangera directa: les empreses dels estats que estableixen aquestes restriccions instal·len plantes de producció allà on veuen limitades llurs exportacions perquè així els seus béns hi tinguin la consideració de nacionals.